# Decreto de Apertura de los Puertos de Brasil a las Naciones Amigas
El Decreto de Apertura de los Puertos de Brasil a las Naciones Amigas fue un decreto real del Imperio Portugués promulgado por el príncipe regente de Portugal Juan VI en el 28 de enero de 1808 en la ciudad de Salvador de Bahía, en la capitanía de Baia de Todos los Santos.

## Historia
El decreto fue promulgado después de la invasión de Portugal por Napoleón Bonaparte y las tropas francesas del general Jean-Andoche Junot y tenía como objetivo abrir los puertos brasileños, que antes solamente podrían comerciar con embarcaciones portuguesas, al comercio con embarcaciones las naciones amigas de Portugal.
Su publicación ocurrió solo cuatro días después de la llegada de la corte portuguesa a Brasil, y es la primera ley promulgada directamente en la colonia.
El decreto de apertura de los puertos puso fin a la exclusiva colonial portuguesa y he abierto el mercado brasileño a los comerciantes británicos. Fue reemplazado en 1810 por el Tratado de Comercio y Navegación que favorece aún más el comercio entre Brasil y Reino Unido.